# Batracharta variegata
Batracharta variegata là một loài bướm đêm trong họ Noctuidae.